# Rudolf von Helden-Sarnowski
Rudolf Franz Wilhelm von Helden-Sarnowski (* 10. April 1823 in Krotoschin; † 13. August 1895 in Goslar) war ein preußischer Generalleutnant und Inspekteur der 1. Feldartillerie-Inspektion.

## Leben

### Herkunft
Rudolf war ein Sohn des preußischen Oberstleutnants Johann Matthäus von Helden-Sarnowski (1780–1838) und dessen Ehefrau Juliane, geborene von Bredow (1795–1870). Er hatte noch zwei Brüder und eine Schwester.

### Militärkarriere
Nach dem Besuch des Friedrich-Wilhelm Gymnasiums in Berlin sowie der Kadettenhäusern in Potsdam und Berlin wurde Helden am 9. August 1840 als Sekondeleutnant der Garde-Artillerie-Brigade der Preußischen Armee aggregiert. Zur weiteren Ausbildung absolvierte er ab Oktober 1841 für ein Jahr die Vereinigte Artillerie- und Ingenieurschule, wurde anschließend zum Artillerieoffizier ernannt und Anfang September 1843 mit Patent vom 31. Dezember 1840 in die Brigade einrangiert. 1848 nahm Helden an der Niederschlagung der Märzrevolution in Berlin teil. Nachdem er im Juni 1852 zum Premierleutnant aufgestiegen war, diente er von Oktober 1853 bis Januar 1857 als Regimentsadjutant. Er wurde am 1. Januar 1857 zum Hauptmann befördert und am 8. Juni 1858 zum Batteriechef ernannt. Am 21. Oktober 1860 erhielt er das Ritterkreuz des Albrechts-Ordens. Unter Versetzung in die 7. Artillerie-Brigade erfolgte am 30. Oktober 1863 seine Kommandierung als Adjutant des Chefs der Artillerie, des Prinzen Karl von Preußen.
Während des Krieges gegen Dänemark nahm Helden 1864 am Gefecht bei Rackebüll und dem Sturm auf die Düppeler Schanzen teil. Dafür erhielt er am 22. April 1864 den Roten Adlerorden IV. Klasse mit Schwertern. Er kam am 25. Juni 1864 in die Adjutantur und wurde persönlicher Adjutant des Prinzen Karl. Am 29. Juni 1864 wurde er zum Major ohne Patent befördert und am 7. Juli 1864 wurde ihm das Patent zu seinem Dienstgrad mit Datum vom 25. Juni 1864 verliehen. Im Krieg gegen Österreich nahm Helden an der Schlacht bei Königgrätz teil und wurde mit dem Kronen-Orden III. Klasse mit Schwertern ausgezeichnet. Nach dem Krieg wurde er am 22. März 1868 zum Oberstleutnant befördert und am 3. März 1870 als Kommandeur des Westfälischen Feldartillerie-Regiment Nr. 7 nach Münster versetzt. In dieser Eigenschaft avancierte er am 26. Juli 1870 zum Oberst und führte sein Regiment im Krieg gegen Frankreich in den Schlachten bei Colombey, Gravelotte und Le Bourget sowie den Belagerungen von Metz und Paris. Am 2. November 1870 wurde er Kommandeur des Garde-Feldartillerie-Regiments und war vom 23. Dezember 1870 bis zum 5. März 1871 zugleich zur Vertretung des Kommandeurs der Garde-Artillerie-Brigade kommandiert. Für sein Wirken während des Krieges wurde Helden mit beiden Klassen des Eisernen Kreuzes, dem Komturkreuz II. Klasse des Albrechts-Ordens mit Kriegsdekoration, dem Orden Pour le Mérite sowie dem Orden der Heiligen Anna II. Klasse mit Schwertern ausgezeichnet.
Nach dem Krieg war er neben seiner Truppentätigkeit vom 14. Oktober 1871 bis zum 11. Februar 1873 Mitglied der Prüfungskommission für Premierleutnants der Artillerie. Man beauftragte Helden am 30. November 1872 zunächst mit der Führung der 14. Feldartillerie-Brigade und ernannte ihn am 30. April 1874 zum Kommandeur dieser Brigade. Außerdem erhielt er am 27. Oktober 1874 seine Beförderung zum Generalmajor. Als solcher nahm er im Dezember 1875 am Georgsfest in Sankt Petersburg teil. Von Januar bis Mai 1877 war er zur Dienstleistung zum Prinzen Karl kommandiert. Am 22. September 1877 wurde Helden Kommandeur der Garde-Feldartillerie-Brigade. Daran schloss sich am 17. November 1878 seine Versetzung als Inspekteur der 1. Feldartillerie-Inspektion nach Posen sowie am 18. November 1880 die Beförderung zum Generalleutnant an. Helden erhielt am 13. September 1882 den Stern zum Roten Adlerorden II. Klasse mit Eichenlaub und Schwertern am Ringe, bevor er am 16. September 1883 in Genehmigung seines Abschiedsgesuches unter Verleihung des Kronen-Ordens I. Klasse mit Schwertern mit Pension zur Disposition gestellt wurde.
Er starb am 13. August 1895 in Goslar.
In seinem Antrag zur Verleihung des Ordens Pour le Mérite für den Oberst von Helden schrieb der Generalmajor Prinz Kraft zu Hohenlohe-Ingelfingen: „...hat am 21. Dezember 1870, als der Feind Le Bourget mit Übermacht anfiel, durch sein Vorgehen mit allen verfügbaren Batterien der Korps-Artillerie und der der 2. Division dem Gefecht eine entscheidende Wendung gegeben. Er platzierte sich zuletzt in den wirksamen Infanterie- und Mitrailleusenfeuerbereich und hielt trotz der doppelten Zahl an feindlichen Geschützen und trotz schwerer Verluste solange aus, bis der Feind in Unordnung floh.“

### Familie
Helden heiratete am 4. März 1856 in der Berliner Garnisonskirche Fanny Morgenstern, verwitwete Witte (1830–1901), eine Tochter des Majors Wilhelm Morgenstern. Sie brachte den Sohn Hugo (* 1854) in die Ehe ein, der am 13. Februar 1874 den preußischen Adelsstand als „Witte von Helden“ erhielt.